# Zingiber natmataungense
Zingiber natmataungense là một loài thực vật có hoa trong họ Gừng. Loài này được Shi Shun Zhou và Ren Li miêu tả khoa học đầu tiên năm 2020.

## Từ nguyên
Tính từ định danh natmataungense (giống đực/giống cái: natmataungensis) lấy theo tên gọi Vườn quốc gia Natma Taung ở bang Chin, Myanmar.

## Mẫu định danh
Mẫu định danh: Shi Shun-Zhou 15828; thu thập ngày 9 tháng 7 năm 2019 ở cao độ 1.900-2.000 m trong rừng lá rộng thường xanh nhiệt đới miền núi, tọa độ khoảng 21°14′0″B 93°55′0″Đ / 21,23333°B 93,91667°Đ, Vườn quốc gia Natma Taung (núi Victoria), bang Chin, Myanmar. Mẫu holotype lưu giữ tại Vườn Thực vật Nhiệt đới Tây Song Bản Nạp ở Tây Song Bản Nạp, Vân Nam (HITBC), mẫu isotype lưu giữ tại Viện Nghiên cứu Rừng Myanmar ở Yezin, Naypyidaw (RAF).

## Phân bố
Loài này là đặc hữu Myanmar, chỉ được tìm thấy trong Vườn quốc gia Natma Taung, ở cao độ khoảng 1.900-2.000 m. Loài địa thực vật này sống trong rừng gió mùa với các loài Castanopsis tribuloides (Fagaceae) và Nyssa javanica (Nyssaceae) chi phối.

## Mô tả
Thân giả 50–80 cm, gốc có bẹ màu đỏ ánh tía. Thân rễ màu vàng, có mùi thơm. Lá không cuống, lưỡi bẹ 2 thùy, 2–3 mm, thưa lông tơ; phiến lá màu xanh lục, mặt xa trục màu xanh lục sáng, hình mác hoặc hẹp, ~5–25 × 3–5 cm, nhẵn nhụi, đáy hình nêm, đỉnh nhọn thon hay hình đuôi. Cụm hoa mọc từ thân rễ, hình elipxoit hoặc elipxoit hẹp, ~5–6 × 2–3,5 cm; cuống cụm hoa chìm trong lòng đất, 3–16 cm; lá bắcnhẵn nhụi, các lá bắc ngoài màu tía, hình elip, đỉnh tù, ~4–4,2 × 2–2,3 cm, các lá bắc bên trong màu tía, màu ánh tía ở đáy, hình elipxoit dài hoặc hình mác, ~4,5–5 × 1,3–1,7 cm; lá bắc con màu trắng, đốm tía ở đỉnh, màu trắng ở đáy, hình ống, 43–45 × 4,5–5 mm. Đài hoa màu trắng, 20–21 × 3,2–3,5 mm, đỉnh 3 răng rõ nét, nhẵn nhụi. Ống tràng hoa màu trắng, nhẵn nhụi, ~3,9–4,1 cm; thùy tràng giữa màu trắng với đỉnh hình đuôi-nhọn thon, ~3,1–3,3 × 0,8–0,9 cm; các thùy tràng bên có đỉnh nhọn, 2,8–3 × 0,4–0,5 cm. Cánh môi màu trắng, nhẵn nhụi, đỉnh gợn sóng và chia thùy, có mảng màu tía ở đáy; thùy giữa hình trứng ngược, ~2,8–2,9 × 1,6–1,8 cm; các thùy bên hình mác ngược, ~1,5–1,7 × 0,6–0,7 cm. Nhị hoa thưa lông tơ, ~2,4–2,6 cm; chỉ nhị màu trắng, nhẵn nhụi, 1–2 mm; bao phấn màu ánh vàng, ~1–1,1 cm; phần phụ liên kết màu ánh vàng ở phần gần, màu ánh tía ở phần xa, ~1,4–1,6 cm. Bầu nhụy màu trắng, thưa lông tơ màu trắng; vòi nhụy màu trắng, nhẵn nhụi; đầu nhụy hơi dày hơn vòi nhụy, màu trắng, lỗ nhỏ hướng về phía trước, có lông rung. Tuyến trên bầu 2, ~6–7 mm, thon, đỉnh xoắn vòng, màu vàng. Quả không rõ. Ra hoa tháng 7-8.
Z. natmataungense tương tự như Z. yunnanense, nhưng khác với loài kia ở chỗ mặt xa trục phiến lá màu xanh lục sáng, lưỡi bẹ thưa lông tơ, lá bắc nhẵn nhụi; đài hoa màu trắng và nhẵn nhụi, đỉnh 3 răng rõ nét; các thùy tràng bên ~1,5–1,7 × 0,6–0,7 cm; nhị thưa lông tơ, chỉ nhị màu trắng và nhẵn nhụi, 1–2 mm; phần phụ liên kết bao phấn màu ánh vàng ở đầu gần, màu ánh tía ở đầu xa; bầu nhụy màu trắng thưa lông tơ màu trắng; các tuyến trên bầu thon và màu vàng.
Nó cũng có một số quan hệ gần về hình thái với Z. teres, nhưng khác với loài kia ở chỗ ống tràng hoa màu trắng, ~3,9–4,1 cm; thùy tràng giữa màu trắng; các thùy tràng bên màu trắng, 28–30 × 4–5 mm; thùy giữa cánh môi màu trắng, đỉnh gợn sóng và chia thùy, có đốm màu ánh tía ở đáy, 28–29 × 16–18 mm.

## Sử dụng
Nó được người dân bản xứ sử dụng như một loại thuốc truyền thống của họ, với việc đắp các vết thương bằng thân rễ tươi giã nát và cũng được dùng thay thế cho gừng trong điều trị ho bằng cách uống nước với thân rễ của nó được đun sôi.